# Las Niñas
|  | Aquest article tracta sobre el grup musical andalús. Si cerqueu la pel·lícula del 2020 de Pilar Palomero, vegeu «Las niñas». |

Las Niñas va ser un grup de música espanyol format per les sevillanes Alba Molina, Vicky Luna i Aurora Power i el primer disc de la qual i el tema que el dona títol (Ojú) va tenir un gran èxit en la primera dècada del segle xxi. El seu estil era R&B en andalús, combinant ritmes flamencs i tocs rap.
La seva proposta musical té un rerefons clarament social i en les seves lletres denuncien les desigualtats socials, la guerra, l'explotació de la Terra, l'educació de les pròximes generacions.
Principalment els seus temes són composts per Andreas Lutz (exmarit d'Aurora Power i actual parella d'Alba Molina) que a més de ser excantant d'O'funk'illo (que van ser promotors i productors de "Las Niñas") actualment ho és de "Tucara", duo format amb la seva actual parella, Molina. Las Niñas van comptar amb col·laboradors com Charly Cepeda (ex marit d'Alba Molina i guitarra de Kiko Veneno) Pepo Imán, Mangu (Rare folk), Athanai (com a compositor i artista invitat) i una infinitat de músics.

## Veto a TVE
Van ser vetades en televisió pel seu tema "Ojú!", amb lletres en contra de la guerra de l'Iraq i de la situació de la política en general del moment, encara que aquesta censura els va afavorir més del que els va perjudicar, perquè van passar a ser cridades per totes les altres cadenes no públiques per a denunciar la falta de llibertat d'expressió a la qual s'havien vist sotmeses per TVE, així van recórrer platons com el de Crónicas marcianas i Lo + plus.
La seva cançó "Ya me siento mejor" fou usada en la pel·lícula espanyola de 2005 Reinas, dirigida por Manuel Gómez Pereira.

## Discografia
- Ojú (2003)
- Savia negra (2006)

## Premis
- Premis Ondas 2003 al millor videoclip ("Ojú")
- Millor grup revelació i millor cançó revelació ('Ojú') en els Premis de la Música.
- Número 1 als 40 Principales.